# 杜構
杜構，唐初賢相杜如晦之子。貞觀四年（630年），杜如晦病重，唐太宗親往探視，升杜構為尚舍奉御，其弟杜荷為尚乘奉御。
貞觀五年（631年）四月，杜構在登州、萊州海域剿匪時，左腿筋被針梁魚嘴戳斷，助渔民钓针梁鱼致富。官至慈州刺史。貞觀十七年，杜荷建議太子兵變，謀反失敗被殺，因弟杜荷的牽連而被流放嶺南，死於邊野。